# Jure Krišto
Jure Krišto (Stipanjići, općina Tomislavgrad, 1943.), suvremeni je hrvatski povjesničar.

## Životopis
Jure Krišto rođen je 1943. godine u Stipanjićima, općina Tomislavgrad. Prvi puta doktorirao je na Sveučilištu Notre Dame, SAD, 1979. godine (diploma mu je nostrificirana 1980. godine na Filozofskom fakultetu Sveučilišta u Zagrebu, Odsjek za filozofiju) a drugi puta 1993. godine na Odsjeku za povijest Sveučilišta u Zagrebu. Od 1978. pa do 1990. godine predavao je na više američkih sveučilišta. Od 1991. godine zaposlen je u Hrvatskom institutu za povijest kao voditelj istraživačkoga projekta. Znanstveni je savjetnik u mirovini na Hrvatskom institutu za povijest. Bio je dugogodišnji glavni i odgovorni urednik Časopisa za suvremenu povijest. Urednik je časopisa Review of Croatian History.

## Djela
Potpuniju listu radova vidjeti na stranicama Hrvatske znanstvene bibliografije.

### Autorske knjige
- Looking for God in Time and Memory: Psychology and Theology in Augustine's Confessions, Lanham, Merryland : Scholar's Press, 1991. (monografija)
- Prešućena povijest: Katolička crkva u hrvatskoj politici 1850. – 1918., Zagreb : Hrvatska sveučilišna naklada, 1994. (monografija)
- Katolička crkva u totalitarizmu 1945. – 1990.: razmatranja o Crkvi u Hrvatskoj pod komunizmom, Zagreb : Globus, 1997' (monografija)
- Katolička crkva i Nezavisna Država Hrvatska I, Zagreb : Hrvatski institut za povijest : Dom i svijet, 1998. (monografija)
- Katolička crkva i Nezavisna Država Hrvatska II - Dokumenti, Zagreb : Hrvatski institut za povijest : Dom i svijet, 1998. (monografija).
- Stoljeće služenja Bogu, Redu i Narodu. Kongregacija sestara dominikanki Sv. anđela čuvara, Korčula - Zagreb : Kongregacija sestara dominikanki Sv. anđela čuvara - Hrvatski institut za povijest, 2000. (monografija)
- Sukob simbola: politika, vjere i ideologije u Nezavisnoj Državi Hrvatskoj, Zagreb : Nakladni zavod Globus, 2001. (monografija)
- Knjiga na knjigu I. Lovrenovića o (bosanskim) Hrvatima, Zagreb : Alfej, 2003.[3] (monografija)
- Hrvatski katolički pokret (1903. – 1945.), Zagreb : Glas Koncila : Hrvatski institut za povijest, 2004. (monografija)
- Riječ je o Bosni, Zagreb: Golden Marketing - Tehnička knjiga, 2008. (monografija)
- Partija, Udba i svećenička udruženja - UDBin elaborat o Udruženjima i drugi dokumenti, HKZ-Hrvatsko slovo, Zagreb, 2014.
- Protiv struje: rasprave i ogledi o hrvatskoj nacionalno-crkvenoj povijesti XX. stoljeća, Golden marketing-Tehnička knjiga, Zagreb, 2018.
- Stoljeće naroda i Crkve: povijest Katoličke Crkve u Hrvatskoj i Bosni i Hercegovini u 20. stoljeću, Školska knjiga, Zagreb, 2019.

### Izbor iz objavljenih članaka
- Katoličko priklanjanje ideologiji jugoslavenstva. // Časopis za suvremenu povijest. 24 (1992.), 2; 25-45 (članak, znanstveni).
- Dalekosežne posljedice netočnog pridjevanja: Je li bilo klerikalizma u Hrvata?. // Časopis za suvremenu povijest. 25 (1993.), 2-3; 1-18 (članak, znanstveni).
- Odnos Katoličke crkve prema Židovima u vrijeme NDH, 1941. – 1945. // Anfisemitizam, holokaust, antifašizam, Zagreb : Židovska općina Zagreb, 1996. 139-147 (predavanje, domaća recenzija, objavljeni rad, znanstveni).
- Vjerski prijelazi u Nezavisnoj Državi Hrvatskoj - primjer šibenske biskupije. // Časopis za suvremenu povijest. 29 (1997.), 2; 235-248 (članak, znanstveni).
- Vjersko i političko ozračje u vrijeme boravka Bernardina Škrivanića na Rijeci (1889. – 1922.) // Zbornik radova sa simpozija o Bernardinu Škrivaniću / Deković, Darko (ur.), Rijeka : Matica hrvatska - Rijeka, i Hrvatska kapucinska provincija, 1997. 43-50 (predavanje, međunarodna recenzija, objavljeni rad, znanstveni).
- Postupak Talijana prema Hrvatima u vrijeme talijanske okupacije 1941. – 1943. u crkvenim dokumentima // Zbornik radova sa simpozija Talijanska uprava na hrvatskom prostoru i egzodus Hrvata (1918. – 1943.) / Bertoša (ur.), 1998. (predavanje, međunarodna recenzija, objavljeni rad, znanstveni).
- Liberalizam i Katolička crkva u Europi i u (Banskoj) Hrvatskoj // Liberalizam i katolicizam u Hrvatskoj / Fleck, Hans-Georg (ur.), Zagreb : Friedrich-Naumann-Stiftung, 1998. 27-52 (predavanje, međunarodna recenzija, objavljeni rad, znanstveni).
- Nadbiskup Josip Stadler u svjetlu naprednjačkog tiska (1904. – 1918.). // Časopis za suvremenu povijest. 31 (1999.), 1; 29-50 (članak, znanstveni).
- Liberalizam napredne omladine i njegove posljedice // Liberalizam i katolicizam u Hrvatskoj II. dio / Fleck, Hans Georg (ur.), Zagreb : Friedrich Naumann Stiftung, 1999. 53-69 (predavanje,međunarodna recenzija,objavljeni rad,znanstveni).
- Građenje klerikalca - nadbiskup Josip Stadler u svjetlu njegovih protivnika // Josip Stadler. Život i djelo. Zbornik radova međunarodnih znanstvenih skupova o dr. Josipu Stadleru / Jurišić, Pavo (ur.), Sarajevo : Vrhbosanska katolička teologija, 1999. 259-271 (predavanje, međunarodna recenzija, objavljeni rad, znanstveni).
- Društvene i političke prilike u hrvatskim zemljama prije drugog dolaska isusovaca // Isusovci i hrvatski narod sv. IV: Drugi dolazak isusovaca u Hrvatsku / Horvat, Vladimir (ur.). Zagreb : Filozofsko-teološki institut Družbe Isusove u Zagrebu, 2000., Str. 1-27.
- Protukatolička propaganda Srpske pravoslavne crkve tijekom Drugoga svjetskog rata // Dijalog povjesničara istoričara, sv.  / Fleck, Hans Georg ; Graovac, Igor (ur.), Zagreb : Friedrich-Naumann-Stiftung, 2000. 521-536 (predavanje,međunarodna recenzija,objavljeni rad,znanstveni).
- Stare i nove paradigme hrvatske historiografije. // Društvena istraživanja. 10 (2001.), 1-2; 165-189 (članak, znanstveni).
- Petar Rogulja i razvoj hrvatskoga katoličkog pokreta: uz 80. obljetnicu smrti, 25/2001, br. 47,. // Croatica Christiana Periodica. 25 (2001.), 47; 207-223 (članak, znanstveni).
- Uloga Ive Pilara u hrvatskom organiziranju u Bosni i Hercegovini. // Godišnjak Ivo Pilar. 1 (2001.), 1; 81-94 (članak, znanstveni).
- Navodna istraga Sv. Stolice o postupcima hrvatskoga episkopata vezanima za vjerske prijelaze u Nezavisnoj Državi Hrvatskoj. // Croatica christiana periodica. 26 (2001.), 49; 161-173 (članak, znanstveni).
- Hrvatska historiografija kroz trideset godišta Časopisa za suvremenu povijest (1969. – 1999.),. // Društvena istraživanja. 11 (2002.), 1; 171-186 (članak, znanstveni).
- Još jedanput o knjizi Holokaust u Zagrebu. // Časopis za suvremenu povijest /, br., 34 (2002.), 3; 961-985 (članak, znanstveni).
- Čuvari svoje braće: policijsko nadgledanje američkih Hrvata tijekom Drugoga svjetskog rata. // Časopis za suvremenu povijest. 35 (2003.), 2; 407-430 (članak, znanstveni).
- Špijuni na hodočašću. Euharistijski kongres u Zagrebu 1930. godine u sustavu represije nad Hrvatima. // Tkalčić. Godišnjak Društva za povjesnicu Zagrebačke nadbiskupije. 9 (2005.), 9; 273-326 (izvorni znanstveni rad, znanstveni), suautor i Miškulin, Ivica.
- Korisne budale, svjesni suradnici ili mudri manipulatori? Udruženje katoličkih svećenika "Dobri Pastir" // Fra Ferdo Vlašić : vizionar i patnik : spomenica u povodu desete obljetnice smrti (1995. – 2005.) / Jolić, Robert ; Mioč, Gabrijel ; Vukadin, Marija (ur.). Tomislavgrad : Naša ognjišta, 2005. Str. 81-101.
- Duvnjaci i Hrvatsko kulturno društvo 'Napredak'. // Hercegovina franciscana. 3 (2007.), 3; 128-156 (članak, znanstveni).
- The Catholic Church and the Jews in the Independent State of Croatia. // Review of Croatian History. 3 (2007.), 1; 13-47 (članak, znanstveni).
- Susret civilizacija: Početci političkoga života Hrvata u Hercegovini u vrijeme Austrougarske Monarhije. // Hum. 2007 (2007.), 2; 54-81 (članak, znanstveni).
- Kad pravaši pođu različitim putovima: Frano Supilo i Josip Frank o 'novom kursu' // Pravaška misao i politika / Turkalj, Jasna - Matijević, Zlatko - Matković, Stjepan (ur.), Zagreb : Hrvatski institut za povijest, 2007. 143-165 (predavanje, domaća recenzija, objavljeni rad, znanstveni).
- Odjek građanskoga rata u Španjolskoj (1936. – 1939.) u Hrvatskoj. // Časopis za suvremenu povijest. 40 (2008.), 3; 1033-1044 (članak, znanstveni).
- Heeding a God or an Evil Angel: The May Declaration of 1917 and the Collapse of the Middle-European Monarchy. // Review of Croatian History. 4 (2008.), 1; 39-50 (članak, znanstveni).
- The Catholic Church in Croatia and Bosnia-Herzegovina in the Face of Totalitarian Ideologies and Regimes // Religion under Siege. The Roman Catholic Church in Occupied Europe (1939-1950) / Gevers, Lieve Bank, Jan (ur.). Leuven : Peeters, 2008. Str. 39-90.
- Katolička crkvena hijerarhija i društva tijekom diktature kralja Aleksandra I. Karađorđevića // Hrvatska između slobode i jugoslavenstva, Zbornik radova sa znanstvenog skupa održanog i siječnja 2009. u Zagrebu / Tomislav Jonjić i Zlatko Matijević (ur.), Zagreb : Naklada Trpimir, 2009. 145-166 (predavanje, objavljeni rad, znanstveni).
- Djelovanje franjevaca konventualaca u Hrvatskome katoličkom pokretu u Zagrebu, 2009., // Posljednjih stotinu godina (1907. – 2007.), drugi svezak, / Maračić, Ljudevit Anton (ur.), Zagreb : Hrvatska provincija sv. Jeronima franjevaca konventualaca – Veritas, 2009. 117-148 (predavanje, domaća recenzija, objavljeni rad, znanstveni).
- Fra Didak Buntić i hrvatska politika u BiH: U prigodi 10 obljetnice austro-ugarske aneksije // Fra Didak Buntić – čovjek i djelo / Stipe Tadić i Marinko Šakota (ur.), Zagreb: Institut Pilar – Hercegovačka franjevačka provincija Uznesenja BDM, 2009. 11-33 (predavanje, međunarodna recenzija, objavljeni rad, znanstveni).
- Communist Penetration of Croatian American Organizations during World War II. // Review of Croatian History. 5 (2009.), 1; 169-188 (članak, znanstveni).

## Vanjske poveznice
- Podatci na mrežnom sjedištu Hrvatskoga Instituta za povijest
- Krišto, Jure. Deconstructing a myth: Franjo Tuđman and Bosnia and Herzegovina // Review of Croatian History, br. 1., (2011.), str. 37. – 66., (Hrčak) (engl.)